# Rybniki (przystanek kolejowy)
Rybniki (ukr. Рибники, ros. Рыбники) – przystanek kolejowy w miejscowości Rybniki, w rejonie tarnopolskim, w obwodzie tarnopolskim, na Ukrainie. Położony jest na linii Tarnopol – Stryj.